# Sonate pour violoncelle et piano de Rachmaninov
Pour les articles homonymes, voir Sonate pour violoncelle et piano.
La Sonate pour violoncelle et piano en sol mineur op. 19 est une œuvre de Sergueï Rachmaninov, écrite en 1901.
Les partitions de musique de chambre sont sans doute la partie la moins connue du musicien qui n'a écrit que deux quatuors à cordes, les deux Trios élégiaques, cette sonate pour violoncelle et quelques pièces diverses (dont Deux pièces op. 2 pour violoncelle et piano). 

## Contexte et création
Sa sonate a été écrite peu après son Second concerto pour piano, ce dernier ayant été composé à la sortie d'une période de dépression nerveuse ayant duré près de trois ans. Elle est dédiée à son ami violoncelliste Brandoukov qui en donne la première audition le 2 décembre 1901, avec au piano le compositeur. Cette sonate est inspirée de la Sonate pour violoncelle et piano de Chopin, conservant la tonalité de sol mineur, les quatre mouvements et le rôle de la voix laissé au violoncelle. 

## Structure
L'œuvre comporte quatre mouvements et son exécution demande un peu plus d'une demi-heure :
1. Lento ( = 48) à 
 – Allegro moderato ( = 112) à quatre temps (noté ) ;
2. Allegro scherzando ( = 88) à 
 ;
3. Andante ( = 46) à quatre temps (noté ) ;
4. Allegro mosso ( = 144) à quatre temps (noté ).